# Élections territoriales de 2022 à Saint-Pierre-et-Miquelon
Les élections territoriales de 2022 à Saint-Pierre-et-Miquelon ont lieu les 20 et 27 mars afin de renouveler les dix-neuf membres du conseil territorial de la collectivité d'outre-mer française de Saint-Pierre-et-Miquelon.
Wallis-et-Futuna, Saint-Martin et Saint-Barthélemy sont également appelés simultanément aux urnes pour élire leurs nouveaux conseils territoriaux.
La liste Archipel demain menée par le président sortant du conseil territorial, Bernard Briand, l'emporte au second tour face à celle de Cap sur l'avenir de Annick Girardin.

## Contexte
Les élections territoriales de 2017 voient la victoire de la liste Archipel demain conduite par Stéphane Artano, qui l'emporte avec plus de 70 % des suffrages exprimés sur la liste Cap sur l'avenir de Matthew Reardon. Stéphane Artano remporte ainsi un troisième mandat à la tête du conseil territorial,.
Lors des élections sénatoriales de 2017, cependant, Stéphane Artano est élu sénateur à la surprise générale en battant au second tour la sénatrice sortante Karine Claireaux, ralliée à LREM,. Il quitte par conséquent la présidence du conseil territorial de Saint-Pierre-et-Miquelon, où il est remplacé le 24 octobre 2017 par Stéphane Lenormand. Ce dernier démissionne à son tour le 13 octobre 2020, pour raisons personnelles, et est remplacé par Bernard Briand. 
Le 9 janvier 2022, Archipel demain désigne Bernard Briand pour tête de liste en vue des élections territoriales convoquées quatre jours plus tôt pour le 20 mars 2022,,.
Le 3 mars 2022, Cap sur l'avenir annonce sa participation avec pour tête de liste la ministre de la Mer, Annick Girardin, réélue députée de l'archipel en 2017. Sur cette liste figure aussi Franck Detcheverry, maire de Miquelon-Langlade.
Le lendemain, quelques heures avant la limite du dépôt des candidatures, le mouvement Ensemble pour construire dévoile sa liste avec à sa tête Patrick Lebailly, conseiller municipal de Saint-Pierre élu sur la liste de la maire sortante Karine Claireaux, battue lors des élections municipales de 2020,.

## Mode de scrutin
Le Conseil territorial de Saint-Pierre-et-Miquelon est composé de 19 sièges pourvus pour cinq ans selon un système mixte à finalité majoritaire : il s'agit d'un scrutin proportionnel plurinominal combiné à une prime majoritaire de la moitié des sièges attribuée à la liste arrivée en tête, si besoin en deux tours de scrutin. La collectivité territoriale forme une circonscription unique, composée de deux sections communales à raison de quinze sièges pour Saint-Pierre et quatre sièges pour Miquelon-Langlade. Les électeurs votent pour une liste fermée de 23 candidats, sans panachage ni vote préférentiel. Les listes doivent respecter la parité en comportant alternativement un candidat de chaque sexe. 
Au premier tour, la liste ayant obtenu la majorité absolue des suffrages exprimés et un nombre de suffrages égal au quart des électeurs inscrits remporte la prime majoritaire, soit huit sièges dans la section de Saint-Pierre et deux sièges dans la section de Miquelon-Langlade. Au sein de chaque section, les sièges restants sont alors répartis à la proportionnelle selon la règle de la plus forte
moyenne entre toutes les listes, y compris celle arrivée en tête. 
Si aucune liste n'a recueilli la majorité absolue, un second tour est organisé entre toutes les listes ayant obtenu au moins 10 % des suffrages exprimés au premier tour. Les listes ayant obtenu au moins 5 % peuvent néanmoins fusionner avec les listes pouvant se maintenir. Si une seule voire aucune liste n'a atteint le seuil requis de 10 %, les deux listes arrivées en tête au premier tour sont qualifiées d'office. Après dépouillement des suffrages, la répartition des sièges se fait selon les mêmes règles qu'au premier tour, les seules différences étant que la prime majoritaire est attribuée à la liste arrivée en tête qu'elle ait obtenu ou non la majorité absolue et les voix de 25 % des inscrits, et que la répartition des sièges n'a lieu qu'entre les partis en lice au second tour,.

## Résultats

### Globaux
|                          |                          |                          |              |              |             |             |        |               |  |  |  |  |  |  |
| Listes                   | Listes                   | Têtes de liste           | Premier tour | Premier tour | Second tour | Second tour | Sièges | +/-           |  |  |  |  |  |  |
| Listes                   | Listes                   | Têtes de liste           | Voix         | %            | Voix        | %           | Sièges | +/-           |  |  |  |  |  |  |
|                          | Archipel demain          | Bernard Briand           | 1 529        | 45,92        | 1 991       | 51,78       | 15     | 2             |  |  |  |  |  |  |
|                          | Cap sur l'avenir         | Annick Girardin          | 1 231        | 36,97        | 1 466       | 38,13       | 4      | 2             |  |  |  |  |  |  |
|                          | Ensemble pour construire | Patrick Lebailly         | 570          | 17,12        | 388         | 10,09       | 0      | Nv.           |  |  |  |  |  |  |
|                          |                          |                          |              |              |             |             |        |               |  |  |  |  |  |  |
| Suffrages exprimés       | Suffrages exprimés       | Suffrages exprimés       | 3 330        | 97,00        | 3 845       | 98,49       |        |               |  |  |  |  |  |  |
| Votes blancs et nuls     | Votes blancs et nuls     | Votes blancs et nuls     | 103          | 3,00         | 59          | 1,51        |        |               |  |  |  |  |  |  |
| Total                    | Total                    | Total                    | 3 433        | 100,00       | 3 904       | 100,00      | 19     | en stagnation |  |  |  |  |  |  |
| Abstention               | Abstention               | Abstention               | 1 569        | 31,37        | 1 097       | 21,94       |        |               |  |  |  |  |  |  |
| Inscrits / Participation | Inscrits / Participation | Inscrits / Participation | 5 002        | 68,63        | 5 001       | 78,06       |        |               |  |  |  |  |  |  |

### Par section

#### Saint-Pierre
|                          | Archipel demain          | Bernard Briand           | 1 417 | 47,92 | 1 834 | 53,59 | 12 | 1             |  |  |  |  |
|                          | Cap sur l'avenir         | Annick Girardin          | 1 036 | 35,04 | 1 246 | 36,41 | 3  | 1             |  |  |  |  |
|                          | Ensemble pour construire | Patrick Lebailly         | 504   | 17,04 | 342   | 9,99  | 0  | Nv.           |  |  |  |  |
|                          |                          |                          |       |       |       |       |    |               |  |  |  |  |
| Suffrages exprimés       | Suffrages exprimés       | Suffrages exprimés       | 2 957 | 97,08 | 3 422 | 98,36 |    |               |  |  |  |  |
| Votes blancs et nuls     | Votes blancs et nuls     | Votes blancs et nuls     | 89    | 2,92  | 57    | 1,64  |    |               |  |  |  |  |
| Total                    | Total                    | Total                    | 3 046 | 100   | 3 479 | 100   | 15 | en stagnation |  |  |  |  |
| Abstentions              | Abstentions              | Abstentions              | 1 456 | 32,34 | 1 022 | 22,71 |    |               |  |  |  |  |
| Inscrits / Participation | Inscrits / Participation | Inscrits / Participation | 4 502 | 67,66 | 4 501 | 77,29 |    |               |  |  |  |  |

#### Miquelon-Langlade
|                          | Archipel demain          | Bernard Briand           | 112 | 30,03 | 157 | 37,12 | 3 | 1             |  |  |  |  |
|                          | Cap sur l'avenir         | Annick Girardin          | 195 | 52,28 | 220 | 52,01 | 1 | 1             |  |  |  |  |
|                          | Ensemble pour construire | Patrick Lebailly         | 66  | 17,69 | 46  | 10,87 | 0 | Nv.           |  |  |  |  |
|                          |                          |                          |     |       |     |       |   |               |  |  |  |  |
| Suffrages exprimés       | Suffrages exprimés       | Suffrages exprimés       | 373 | 96,38 | 423 | 99,53 |   |               |  |  |  |  |
| Votes blancs et nuls     | Votes blancs et nuls     | Votes blancs et nuls     | 14  | 3,62  | 2   | 0,47  |   |               |  |  |  |  |
| Total                    | Total                    | Total                    | 387 | 100   | 425 | 100   | 4 | en stagnation |  |  |  |  |
| Abstentions              | Abstentions              | Abstentions              | 113 | 22,60 | 75  | 15,00 |   |               |  |  |  |  |
| Inscrits / Participation | Inscrits / Participation | Inscrits / Participation | 500 | 77,40 | 500 | 85,00 |   |               |  |  |  |  |